# Dracontomelon
Dracontomelon is een geslacht uit de pruikenboomfamilie (Anacardiaceae). De soorten uit het geslacht komen voor in zuidelijk Centraal-China, tropisch Azië en het noordwestelijke deel van het Pacifisch gebied.

## Soorten
- Dracontomelon costatum Blume
- Dracontomelon dao (Blanco) Merr. & Rolfe
- Dracontomelon duperreanum Pierre
- Dracontomelon laoticum C.M.Evrard & Tardieu
- Dracontomelon lenticulatum H.P.Wilk.
- Dracontomelon macrocarpum H.L.Li
- Dracontomelon petelotii Tardieu
- Dracontomelon schmidii Tardieu
- Dracontomelon vitiense Engl.

... · 
Anacardium · 
Bouea · 
Buchanania · 
Cotinus · 
Mangifera · 
Pistacia (Pistache) · 
Protorhus · 
Rhus · 
Schinus · 
Sclerocarya · 
Sorindeia · 
Spondias · 
Toxicodendron · 
...